# Ауэнбруггер, Леопольд
Леопольд Ауэнбруггер (нем. Leopold von Auenbrugger; 19 ноября 1722, Грац — 17 мая 1809, Вена) — австрийский врач, первым в истории медицины (в 1754 году) применивший метод перкуссии в качестве средства диагностики заболеваний.

## Биография
Происходил из семьи богатого владельца гостиницы, который сумел дать сыну хорошее образование сначала в родном городе, затем в Венском университете. Ауэнбруггер получил диплом врача в 22 года и в течение последующих десяти лет работал в госпитале в Вене. Обнаружив, что, приложив ухо к груди пациента и совершая по ней лёгкие удары, можно определить состояние тканей и внутренних органов, опубликовал свои выводы в небольшой работе, которая оказалась совершенно незамеченной. Признание получил лишь через десять лет, наполненных серьёзными экспериментами и исследованиями в этой области. В последние десятилетия жизни вёл активную научную работу в деле поиска способов излечения туберкулёза.
Главная научная работа — Inventum Novum ex Percussione Thoracis Humani Interni Pectoris Morbos Detegendi, написанная в 1761 году, но ставшая относительно известной лишь в 1808 году, которая впоследствии признавалась одним из трудов, ставших основой для современной медицины.